# Patrick Arnou
Patrick Arnou (Varsenare, 1 februari 1958) is een Belgische politicus. Hij was burgemeester van Zedelgem.

## Biografie
Patrick Arnou is beroepshalve advocaat. Hij studeerde rechten aan de K.U.Leuven, waar hij ook assistent strafrecht was. Hij is gehuwd met tandarts Nadine Osselaere, en heeft één dochter Jinmin.
Hij ging in de gemeentepolitiek in Zedelgem, en nam voor het eerst deel aan de gemeenteraadsverkiezingen in 1982. Hij was achtereenvolgens raadslid van het OCMW, gemeenteraadslid, en vanaf 1995 schepen. Zijn materies zijn vooral ruimtelijke ordening, natuur, monumentenzorg en erfgoed.
Bij de gemeenteraadsverkiezingen van 2012 stond hij derde op de kartellijst CD&V-Nieuw, waar uittredend burgemeester Hilaire Verhegge had beslist geen kandidaat meer te zijn. De lijst won de verkiezingen. Arnou had minder stemmen dan lijsttrekker Arnold Naessens en dan de tweede, Annick Vermeulen. Na onderhandelingen besliste men dat gedurende de eerste twee jaar van de legislatuur Arnou burgemeester zou zijn, de volgende vier jaar Vermeulen, omdat de eerste twee jaar enkele zware dossier moesten aangepakt worden waarvoor de ervaring en kennis van Arnou beter geschikt zouden zijn. Dit stuitte op verzet van de inwoners en na persoonlijke dreigementen stelde Arnou zijn kandidatuur ter beschikking. Vermeulen zou meteen burgemeester worden, maar na tussenkomst van onder meer gouverneur Carl Decaluwé en minister Geert Bourgeois werd Arnou uiteindelijk toch de eerste twee jaar van de legislatuur burgemeester.
Hij bleef twee jaar burgemeester, tot hij in 2015 zoals afgesproken werd opgevolgd door schepen Vermeulen voor de laatste vier jaar van de legislatuur. Arnou werd terug schepen.
Patrick Arnou is als advocaat gespecialiseerd in het strafrecht, waarover hij ook talrijke wetenschappelijke bijdragen publiceert. 
Daarnaast heeft hij ook een grote belangstelling voor de lokale geschiedenis. Hij is stichtend bestuurslid van de Zedelgemse Heemkundige Kring, en schrijft regelmatig historische artikels over Zedelgem. Hij was de stuwende kracht achter de restauratie van de brouwerij De Leeuw, waar het gemeentelijk archief werd ondergebracht.
Arnou is voorzitter van de kerkfabriek St. Laurentius in Zedelgem.

## Publicaties
- Elementaire bibliografie van het strafrecht, 1982.
- Overzicht rechtspraak en rechtsleer, 1984.
- Strafrecht en strafvordering, 1984.
- Geschiedkundige bijdragen.